# فرط حمضمينات الدم
فرط حمضمينات الدم أو فرط حمضي أميني دموي (بالإنجليزية: Hyperaminoacidemia)‏ هي حالة يحدث بِها زيادة في الحموض الأمينية في مجرى الدم، وهُناك أدلة تُشير إلى أنَّ فرط حمضمينات الدم يَزيد تصنيع البروتينات والابتناء.